# Titularbistum Giufi Salaria
Giufi Salaria ist ein Titularbistum der römisch-katholischen Kirche.
Es geht zurück auf einen untergegangenen Bischofssitz in der gleichnamigen antiken Stadt, die in der römischen Provinz Africa proconsularis (heute nördliches Tunesien) lag. Der Bischofssitz war der Kirchenprovinz Karthago zugeordnet.
| Titularbischöfe von Giufi Salaria |                              |                                                                    |                  |                |
| Nr.                               | Name                         | Amt                                                                | von              | bis            |
| 1                                 | Nicholas D’Antonio Salza OFM | Prälat von Inmaculada Concepción de la B.V.M. en Olanch (Honduras) | 19. April 1966   | 1. August 2009 |
| 2                                 | Herman Woorts                | Weihbischof in Utrecht (Niederlande)                               | 7. Dezember 2009 |                |